# Rylsk
Rylsk (russisch Рыльск; ukrainisch Рильськ) ist eine Stadt in der Oblast Kursk (Russland) mit 15.671 Einwohnern (Stand 14. Oktober 2010).

## Geografie
Die Stadt liegt etwa 125 km westlich der Oblasthauptstadt Kursk am rechten Ufer des Seim, eines linken Nebenflusses der in den Dnepr mündenden Desna.
Rylsk ist Verwaltungszentrum des gleichnamigen Rajons.

## Geschichte
Rylsk wurde erstmals 1152 als große Siedlung im Fürstentum Nowgorod-Sewerski (Sewerien) urkundlich erwähnt. Der Name ist vom slawischen Wortstamm ryt für graben abgeleitet; Rylo oder Ryla heißt auch ein Flüsschen in der Nähe; rylo bedeutet zudem (Schweine-)Schnauze (vgl. späteres Stadtwappen aus dem 19. Jahrhundert). Die russisch-orthodoxe Kirche verbindet den Ortsnamen jedoch mit dem Heiligen Iwan Rilski (russische Schreibweise Rylski); er gilt als Schutzheiliger der Stadt.
Zu Beginn des 13. Jahrhunderts war Rylsk Zentrum eines autonomen Fürstentums.
In der Mitte des 14. Jahrhunderts vereinnahmte das Großfürstentum Litauen die Stadt. 1454 gab der polnische König Kasimir IV. die Stadt als Lehen an den aus Russland geflohenen Fürsten Iwan Schemjaka. Dessen Sohn Wassili Iwanowitsch unterwarf sich jedoch 1522 wieder dem Großfürstentum Moskau.
Vom 16. bis zum frühen 18. Jahrhundert war Rylsk Verteidigungspunkt an der Südgrenze des Russischen Reiches und zugleich wichtiger Handelspunkt zur (polnischen) Ukraine.
1779 wurde das moderne Stadtrecht als Verwaltungszentrum eines Kreises (Ujesds) verliehen.
Im Zweiten Weltkrieg wurde Rylsk am 5. Oktober 1941 von der deutschen Wehrmacht besetzt und am 31. August 1943 von Truppen der Zentralfront der Roten Armee während des Vorrückens in Richtung Tschernihiw und Prypjat zurückerobert.

### Bevölkerungsentwicklung
| Jahr | Einwohner |
| ---- | --------- |
| 1897 | 11.549    |
| 1926 | 10.700    |
| 1939 | 12.401    |
| 1959 | 12.653    |
| 1970 | 16.398    |
| 1979 | 18.318    |
| 1989 | 19.472    |
| 2002 | 17.603    |
| 2010 | 15.671    |
| 2021 | 15.069    |

Anmerkung: Volkszählungsdaten (1926 gerundet)

## Kultur und Sehenswürdigkeiten
In Rylsk stehen die Mariä-Himmelfahrts-Kathedrale (Успенский собор/Uspenski sobor) von 1811, die Mariä-Schutz-und-Fürbitte-Kathedrale (Покровский собор/Pokrowski sobor) von 1822 und die Auferstehungskirche (Воскресенская церковь/Woskressenkaja zerkow) von 1866. Außerdem sind das Ensemble des seit 1505 bekannten Nikolaiklosters (Никольский монастырь/Nikolski monastyr) sowie die Handelsreihen aus dem 18. und frühen 19. Jahrhundert erhalten.
Die Stadt besitzt ein Heimatmuseum.
20 Kilometer östlich befindet sich beim Dorf Iwanowskoje des Rajons Rylsk der ehemalige Landsitz des Hetmans Mazepa mit mehreren erhaltenen Gebäuden. In der Nähe liegt das ehemalige Gut Marjino der Adelsfamilie Barjatinski, zu welchem ein weitläufiger Landschaftspark mit künstlichen Wasserläufen, Rotunden, Pavillons und Skulpturen gehört.

## Wirtschaft und Infrastruktur
In Rylsk gibt es Betriebe der Leicht- und Lebensmittelindustrie sowie der Bauwirtschaft.
Die Stadt ist Endpunkt einer 24 Kilometer langen Eisenbahnstrecke, die in Korenewo von der Strecke Kiew – Kursk abzweigt (nur Güterverkehr). Diese Strecke wurde 1894 als Schmalspurbahn mit einer Spurweite von 1000 mm eröffnet und führte zunächst weiter nach Sudscha. Während der Abschnitt Korenywo – Sudscha bereits zwischen 1924 und 1928 stillgelegt wurde, spurte man die Strecke nach Rylsk von 1957 bis 1958 auf Breitspur um.
Durch Rylsk führt die Regionalstraße 38K-017 (ehemals R199) Kursk – Lgow –ukrainische Grenze (dort weiter nach Hluchiw).

## Persönlichkeiten
- Grigori Schelichow (1747–1795), Seefahrer und Unternehmer, geboren in Rylsk
- Lew Kamenew (1833–1886), Landschaftsmaler, geboren in Rylsk
- Dora Beljawskaja (1894–1986), Gesangspädagogin, geboren in Rylsk
- Georgi Kurdjumow (1902–1996), Physiker und Metallkundler, geboren in Rylsk